# Стефан Милутин

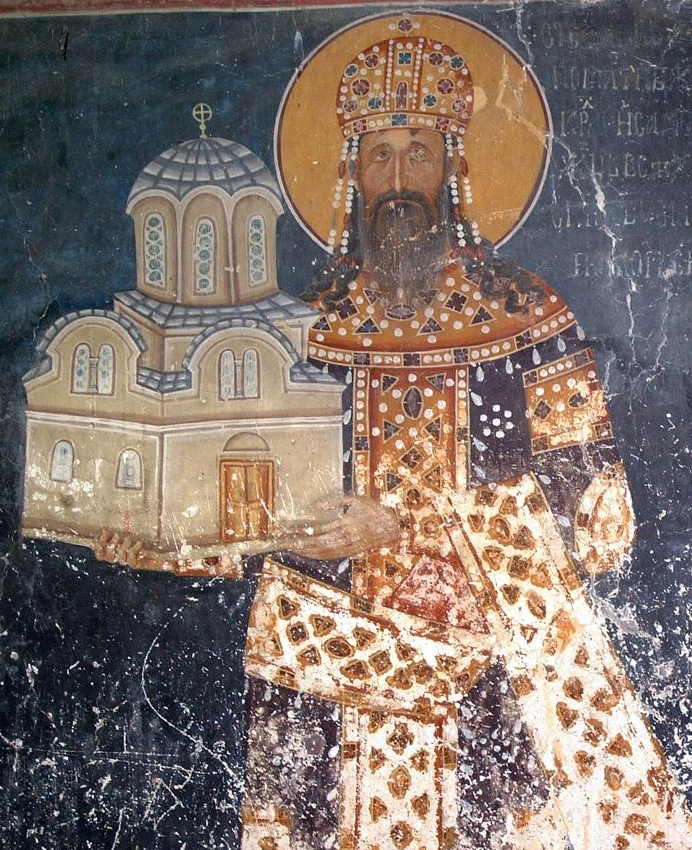
Стефан Урош II Милутин

Стефан Урош II Милутин (серб. Стефан Урош II Милутин; 1253—1321) — 6-й король Сербії з 1282 до 1321 року. Походив з династії Неманичів.

## Життєпис

### Молоді роки
Стефан Милутин був сином Стефана Уроша I, короля Сербії, та Олени Анжуйської. Внаслідок конфлікту короля Стефана Уроша I із своїм старшим сином Стефаном Драгутином, мав намір передати королівську корону Стефану Милутину. Але внаслідок повстання Драгутина Стефан Урош I залишив трон. Стефан Драгутин став королем Сербії. Про діяльність Милутина в цей час мало відомостей.
Проте у 1282 році внаслідок хвороби Стефана Драгутина останній поступився короною Стефану Милутину, який став королем під ім'я Стефан Урош II Милутин.

### Король Сербії

Сербія за часів Стефана Уроша II Милутина - цифрою 1 - позначено землі, що належали Милутину, цифрою 2 - землі Стефана Драгутина, цифрою 3 - землі, приєднані Стефаном Милутином у 1299 році, цифрою 4 - землі втрачені на користь Боснії

Стефан Урош II продовжив політику свого брата стосовно боротьби з відродженою Візантійською імперією і темніком Ногаєм, васал якого відінський деспот Шишман вів боротьбу із сербами.
У 1282 році під час війни з Михайлом VIII Палеологом він завоював значну область довкола міста Скоп'є. В цьому ж році помер візантійський імператор, що покращало становище Сербії. Спадкоємець Михайла VIII Палеолога  Андронік II виявився слабким і безпорадним володарем. Це дозволило Стефану Урошу Милутину продовжити свою політику з розширення меж свого королівства. 1283 року Стефан Урош Милутин дійшов зі своєю армією й підкорив землі до Кавали. У 1284 році зайняв північну Албанію з містом Дуррес.
Водночас Стефану Урошеві довелося боротися із родом Шишнаничів, князями Відіна й половцями - васалами Ногайської орди. Проте спроби останніх на чолі із Дорманом і Куделіном захопити Белград і Браничеве виявилися невдалими. Милутин спільно з братмо Драгутином розбив їх й змусив відступити до Відіна, який  було захоплено. 1291 року армія короля Сербії сплюндрувала околиці Браничева, що перебував під владою половців. 1292 року в битві в Жрдело (місцина між ущелинами Горнячко і Ругове) болгарському цареві Шишману, васалу Ногая. У відповідь останній 1292 року розпочав підготовку до великої кампанії проти Стефана Уроша II. Сербський король не наважився на спротив, тому визнав зверхність Ногая, відправивши до його ставки сина Стефана.
1299 року він уклав мирний договір з Візантійською імперією, для зміцнення союзу з якою одружився з донькою імператора. Це викликало незадоволення брата Милутина - Стефана Драгутина, який на початку XIV століття розпочав війну. Боротьбу між братами вдалося припинити у 1313 році завдяки сербському духівництву. В розпал цих подій, у 1300 році, загинув Ногай, завдяки чому загроза з боку Золотої Орди для Сербії зникла. Син Стефан Урош повернувся на батьківщину.
Незважаючи на це, Стефан Урош II Милутин зберіг союз із Візантією. 1312 року він надав допомогу імператору Андроніку II Палеологу проти османів. В цьому ж році об'єднані сили Сербії та Візантії завдали нищівної поразки османським військам на чолі із Халілем-пашою. Вдячний за допомогу Андронік передав корою Сербії місто Куково.
У 1316 році після смерті свого брата Стефана Драгутин Стефан Урош II приєднав його землі до Сербії. Проте у 1319 році під час війни з Карлом I Анжу, королем Угорщини, король Сербії вимушений був відступити й повернути землі Драгутина Угорщині.
В цей же час повстав його син Стефан, якого Милутин розбив й заслав до Константинополя.

## Родина
1. Дружина — донька сербського аристократа
дітей не було
2. Дружина — Олена, донька Іоанна I Дуки, володаря Фессалії
дітей не було
3. Дружина — Єлизавета (1255—1313), донька Стефана V Арпада, короля Угорщини
Діти:
- Стефан Костянтин

4. Ганна (бл. 1279—1304), донька Георгія Тертера, царя Болгарії
- Стефан (1285—1331)
- Ганна
- Зоріка

5. Сімоніда (1294—1336), донька Андроніка II Палеолога, імператора Візантії